# Cereus albicaulis subsp. estevesii
Cereus albicaulis subsp. estevesii es una subespecie de planta suculenta perteneciente al género Cereus, dentro de la familia Cactaceae. Es una subespecie de Cereus albicaulis y es endémica del sudeste de Brasil. 

## Descripción

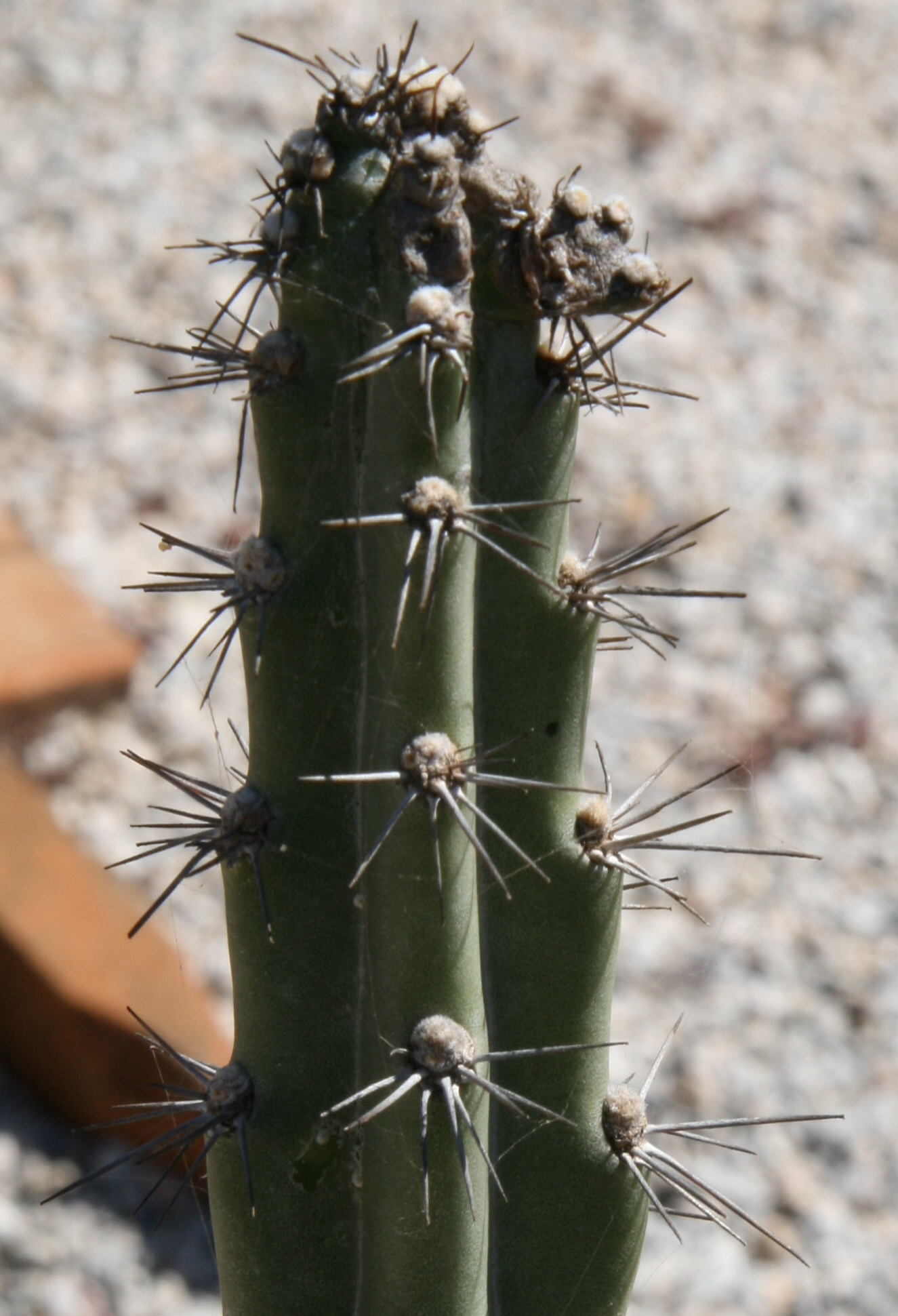
Detalle del tallo y las espinas

Cereus albicaulis subsp. estevesii es una subespecie de cactus que crece tanto de forma arbustiva como arborescente. Se ramifica de 1 a 1,2 m por encima de la base y alcanza alturas de hasta 2,8 m. Forma un tranco leñoso y los tallos, aunque inicialmente son más o menos erguidos, con la edad se extienden y pasan a ser colgantes. Son de color glauco y con el tiempo se vuelven gris verdoso, llegando a medir hasta 5 m de largo y de 4,3 a 6,5 cm de diámetro. 
Presentan de 5 a 6 costillas con muescas, de hasta 1,3 cm de alto. Sobre ellas se asientan areolas afieltradas separadas unas de otras entre 2 y 5,3 cm. Contienen espinas centrales de hasta 2,6 cm de largo, aunque a veces pueden faltar. Y de 9 a 12 espinas marginales que sobresalen desigualmente, inicialmente de color marrón castaño con una punta amarillenta y que se vuelven de color gris pardusco oscuro con la edad. Miden de 0,3 a 1,2 cm (raramente hasta 2 cm) de largo.
Las flores son de color blanco, delgadas y tienen forma de embudo o tallo. Miden entre 16,5 y 17,5 cm de largo y un diámetro de hasta 12,5 cm. Su tubo floral es desnudo y de color verde. 

## Distribución y hábitat
El área de distribución nativa de esta subespecie es Brasil (Minas Gerais) y crece principalmente en el bioma tropical estacionalmente seco, en suelos arenosos, a altitudes de unos 450 metros sobre el nivel del mar.

## Taxonomía
La primera descripción de esta subespecie fue como Cereus estevesii, publicada en 2004 por el botánico alemán Pierre Josef Braun en la revista científica British Cactus and Succulent Journal 22: 20.
Posteriormente, el botánico británico Nigel Paul Taylor catalogó la especie como una subespecie de Cereus albicaulis, pasando a llamarse ACereus albicaulis subsp. estevesii y anotando estos cambios en la revista científica Bradleya 42: 93 en el año 2024.
Etimología
- Cereus: nombre genérico que deriva del término latíno cereus (que se traduce como "vela" o "cirio"), haciendo alusión a su forma alargada perfectamente recta.[4]
- albicaulis: epíteto específico que deriva de las palabras latinas albus (que significa ‘blanco’) y caulis (que significa ‘tallo’), haciendo referencia al color blanquecino de los tallos de la especie.
- estevesii: epíteto específico otorgado en honor al botánico brasileño Eddie Esteves Pereira.[5]

## Estado de conservación
En la Lista Roja de Especies Amenazadas de la UICN, la subespecie está clasificada como “En Peligro Crítico (CR)”.
Las principales amenazas que afectan a la especie son la agroindustria de biocombustibles y la ganadería.

## Usos
Se cultiva principalmente como planta ornamental y su propagación se realiza a través de esquejes o semillas.